# Нильс Нильсен
Нильс Нильсен (дат. Niels Nielsen; ок. 1218 — 1251) — датский аристократ, единственный сын Нильса, графа Халланда. Внук короля Дании Вальдемара II.

## Биография
Нильс Нильсен был единственным сыном Нильса, графа Халланда и его супруги Оды (ум. 1220), дочери Гунцелина II, графа Шверин. Его родители умерли, когда он был ребёнком и его опекуном стал его дед, король Вальдемар II. Вальдемар II принял во владение земли в Шверине, которое были приданым, принесённым матерью Нильса.
В 1223 году Генрих I, граф Шверина похитил Вальдемара II вместе с сыном, чтобы заставить короля Дании вернуть свои земли. После двухлетнего пребывания в плену, Вальдемар II вынужден был заплатить выкуп, чтобы вместе с сыном получить свободу. Ему пришлось уступить Шверин и Гольштейн и отказаться от претензий на эти земли. В качестве компенсации за потерянные земли, Нильсу 1 февраля 1241 года был пожалован титул графа Северного Халланда.
Скончался в 1251 году, в достаточно молодом возрасте — ему было около 33 лет.

## Семья
Был женат на Сесилии Йенсдаттер Гален, в браке с которой у него было 4 детей (3 сына и дочь):
- Якоб Нильсен (1250—1309), граф Северного Халланда[англ.] (1283—1309);
- Нильс Нильсен (ум. 1270/71)
- Андерс Нильсен (ум. 1271/72)
- Сесилия Нильсен, вышла замуж за Тиге Торстенсена